# Милева Горгиева
Милева Горгиева (на македонска литературна норма: Милева Горгиева) е учителка и политик от Северна Македония.

## Биография
Родена е на 17 март 1963 година в град Струмица, тогава във Федеративна народна република Югославия. Завършва педагогика в Щипския университет „Гоце Делчев“. Работи като начална учителка.
В 2014 година е избрана за депутат от Социалдемократическия съюз на Македония в Събранието на Република Македония.
В 2016 година отново е избрана за депутат в Събранието от СДСМ.